# Jena Sims

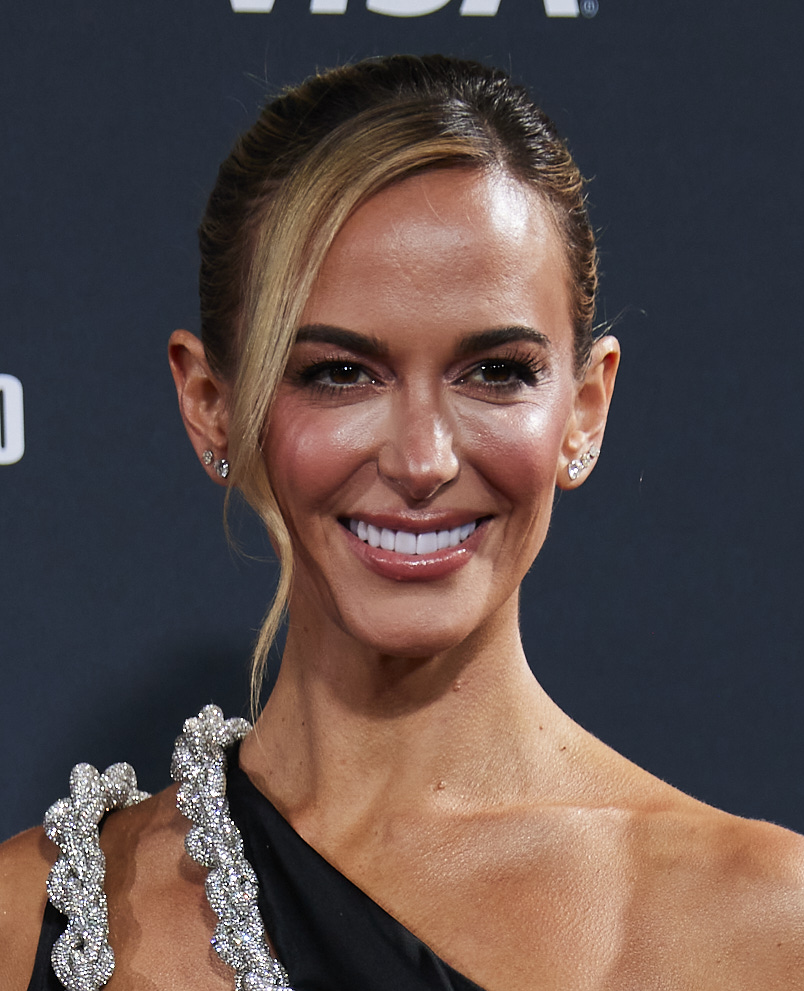
Jena Sims (2024)

Jena Sims (* 30. Dezember 1988 in Winder, Georgia) ist eine US-amerikanische Schauspielerin und Model. Sie spielte Rollen in Filmen wie Kill the Messenger, Attack of the 50 Foot Cheerleader oder Last Vegas.

## Filmografie (Auswahl)
- 2010: Vampire Diaries (Fernsehserie, Folge 1x21 Isobel)
- 2012: Attack of the 50 Foot Cheerleader
- 2013: Last Vegas
- 2013: Dead Reckoning
- 2014: Kill the Messenger
- 2015: 3-Headed Shark Attack
- 2015: American Beach House
- 2017: The Last Movie Star
- 2017: Fallen Angel (Fernsehfilm)
- 2018: Fury of the Fist and the Golden Fleece
- 2018: The Price for Silence
- 2018: Tales of Frankenstein
- 2025: Happy Gilmore 2